# Filago (genre)
Pour les articles homonymes, voir Filago.
Genre
Synonymes
- Evacopsis Pomel[2]
- Gifola Cass.[2]
- Gifolaria Pomel[2]
- Oglifa Cass.[2]
- Pseudevax Pomel[2]

Filago est un genre de plante à fleurs de la famille des Asteraceae.
Ce sont des plantes herbacées.

## Liste d'espèces
Selon BioLib (7 novembre 2018) :
- Filago aegaea Wagenitz
- Filago anatolica (Boiss. & Heldr.) Chrtek & Holub
- Filago argentea (Pomel) Chrtek & Holub
- Filago arvensis L.
- Filago clementei Willk.
- Filago congesta Guss.
- Filago contracta (Boiss.) Chrtek & Holub
- Filago cretensis Gand.
- Filago crocidion (Pomel) Chrtek & Holub
- Filago cuneata Lojac.
- Filago desertorum Pomel
- Filago duriaei Lange
- Filago eriocephala Guss.
- Filago eriosphaera (Boiss. & Heldr.) Chrtek & Holub
- Filago filaginoides (Kar. & Kir.) Wagenitz
- Filago fuscescens Pomel
- Filago gallica L.
- Filago heterantha (Raf.) Guss.
- Filago hispanica (Degen & Hervier) Chrtek & Holub
- Filago inexpectata Wagenitz
- Filago libyaca (Alavi) Greuter & Wagenitz
- Filago longilanata (Maire & Wilczek) Greuter
- Filago lusitanica (Samp.) P. Silva
- Filago lutescens Jord.
- Filago mareotica Delile
- Filago mauritanica (Pomel) Dobignard
- Filago micropodioides Lange
- Filago minima (Sm.) Pers.
- Filago neglecta (Soy.-Will.) DC.
- Filago nevadensis (Boiss.) Wagenitz & Greuter
- Filago palaestina (Boiss.) Chrtek & Holub
- Filago perpusilla (Boiss. & Heldr.) Chrtek & Holub
- Filago petro-ianii Rita & Dittrich
- Filago pygmaea L.
- Filago pyramidata L.
- Filago ramosissima Lange
- Filago spathulata C. Presl
- Filago tyrrhenica Chrtek & Holub
- Filago vulgaris Lam.

Selon Catalogue of Life (7 novembre 2018) :
- Filago aberrans G. Wagenitz
- Filago abyssinica Sch. Bip. ex A. Rich.
- Filago aegaea
- Filago anatolica (Boiss. & Heldr.) Chrtek & Holub
- Filago arenaria (Smoljan.) Chrtek & Holub
- Filago argentea (Pomel) Chrtek & Holub
- Filago asterisciflora (Lam.) Sw.
- Filago carpetana
- Filago castroviejoi Andrés-Sánchez, D.Gutt.Larr., E.Rico & M.M.Mart.Ort.
- Filago congesta Guss. ex DC.
- Filago contracta (Boiss.) Chrtek & Holub
- Filago cretensis
- Filago crocidion (Pomel) Chrtek & Holub
- Filago cuneata Lojac.
- Filago desertorum Pomel
- Filago discolor (DC.) Andrés-Sánchez & Galbany
- Filago duriaei Coss. ex Lange
- Filago eriocephala Guss.
- Filago eriosphaera (Boiss. & Heldr.) Chrtek & Holub
- Filago filaginoides (Kar. & Kir.) Wagenitz
- Filago fuscescens Pomel
- Filago griffithii (A.Gray) Andrés-Sánchez & Galbany
- Filago hispanica (Deg. & Herv.) Chrtek & J. Holub
- Filago hurdwarica (Wall. ex DC.) Wagenitz
- Filago inexpectata Wagenitz
- Filago libyaca (Alavi) Greuter & Wagenitz
- Filago longilanata (Maire & Wilczek) Greuter
- Filago lusitanica (G. Sampaio) Pinto da Silva
- Filago lutescens
- Filago mareotica Del.
- Filago mauritanica (Pomel) Dobignard
- Filago micropodioides Lange
- Filago mixta Holuby
- Filago nevadensis (Boiss.) Wagenitz & Greuter
- Filago palaestina (Boiss.) Chrtek & Holub
- Filago perpusilla (Boiss. & Heldr.) Chrtek & Holub
- Filago pertomentosa F.Ghahrem. & Akhundz.
- Filago petro-ianii J. Rita & M. Dittrich
- Filago prolifera Pomel
- Filago pygmaea
- Filago pyramidata L.
- Filago ramosissima Lange
- Filago sahariensis Chrtek & Holub
- Filago tyrrhenica Chrtek & Holub
- Filago vulgaris Lam.
- Filago wagenitziana Bergmeier

Selon GRIN (7 novembre 2018) :
- Filago arvensis L.

Selon ITIS (7 novembre 2018) :
- Filago pyramidata L.
- Filago vulgaris Lam.

Selon NCBI (7 novembre 2018) :
- Filago aegaea Wagenitz
- Filago anatolica (Boiss. & Heldr.) Chrtek & Holub
- Filago arenaria (Smoljan.) Chrtek & Holub
- Filago argentea (Pomel) Chrtek & Holub
- Filago arizonica A.Gray
- Filago arvensis L.
- Filago asterisciflora (Lam.) Chrtek & Holub
- Filago californica Nutt.
- Filago carpetana (Lange) Chrtek & Holub
- Filago congesta Guss. ex DC.
- Filago crocidion (Pomel) Chrtek & Holub
- Filago depressa A.Gray
- Filago desertorum Pomel
- Filago discolor Evacidium discolor (DC.) Maire
- Filago duriaei Coss. ex Lange
- Filago eriocephala Guss.
- Filago fuscescens Pomel
- Filago gaditana Evax pygmaea subsp. ramosissima (Mariz) R.Fern. & Nogueira
- Filago griffithii (A.Gray) Andres-Sanchez & Galbany
- Filago hispanica (Degen & Hervier) Chrtek & Holub
- Filago hurdwarica (Wall. ex DC.) Wagenitz
- Filago inexpectata Wagenitz
- Filago longilanata Evax longilanata Maire & Wilczek, 1934
- Filago lusitanica (Samp.) P.Silva
- Filago lutescens Jord.
- Filago mareotica Delile
- Filago micropodioides Lange
- Filago nevadensis (Boiss.) Wagenitz & Greuter
- Filago paradoxa Wagenitz
- Filago petro-ianii Rita & Dittrich
- Filago prolifera Pomel, 1874, non (Nutt. ex DC.) Britton, 1894
- Filago pygmaea Evax pygmaea (L.) Brot.
- Filago pyramidata Filago germanica (L.) Huds.
- Filago ramosissima Lange
- Filago tyrrhenica Chrtek & Holub
- Filago vulgaris Lam.
- Filago wagenitziana Bergmeier

Selon The Plant List (7 novembre 2018) :
- Filago abyssinica Sch.Bip. ex A.Rich.
- Filago aegaea Wagenitz
- Filago anatolica (Boiss. & Heldr.) Chrtek & Holub
- Filago arenaria (Smoljan.) Chrtek & Holub
- Filago argentea (Pomel) Chrtek & Holub
- Filago arizonica A.Gray
- Filago arvensis L.
- Filago asterisciflora (Lam.) Chrtek & Holub
- Filago californica Nutt.
- Filago carpetana (Lange) Chrtek & Holub
- Filago clementei Willk.
- Filago congesta Guss. ex DC.
- Filago contracta (Boiss.) Chrtek & Holub
- Filago cretensis Gand.
- Filago crocidion (Pomel) Chrtek & Holub
- Filago davisii (Holub ex Grierson) Feinbrun
- Filago depressa A.Gray
- Filago desertorum Pomel
- Filago duriaei Batt.
- Filago eriocephala Guss.
- Filago eriosphaera (Boiss. & Heldr.) Chrtek & Holub
- Filago filaginoides (Kar. & Kir.) Wagenitz
- Filago fuscescens Pomel
- Filago gallica (L.) L.
- Filago germanica (L.) Huds.
- Filago heterantha (Raf.) Guss.
- Filago hispanica (Degen & Hervier) Chrtek & Holub
- Filago hurdwarica (Wall. ex DC.) Wagenitz
- Filago huruarica Wagenitz
- Filago inexpectata Wagenitz
- Filago libyaca (Alavi) Greuter
- Filago linearifolia (Pomel) Chrtek & Holub
- Filago lojaconoi (Brullo) Greuter
- Filago longilanata (Maire & Wilczek) Greuter
- Filago lusitanica (Samp.) P.Silva
- Filago lutescens Jord.
- Filago mareotica Delile
- Filago mauritanica (Pomel) Dobignard
- Filago micropodioides Lange
- Filago minima (Sm.) Pers.
- Filago mucronata (Pomel) Chrtek & Holub
- Filago neglecta (Soy.-Will.) DC.
- Filago nevadensis (Boiss.) Wagenitz & Greuter
- Filago palaestina (Boiss.) Chrtek & Holub
- Filago paradoxa Wagenitz
- Filago perpusilla (Boiss. & Heldr.) Chrtek & Holub
- Filago petro-ianii Rita & Dittrich
- Filago prolifera Pomel
- Filago psilantha (Pomel) Chrtek & Holub
- Filago pygmaea L.
- Filago pyramidata L.
- Filago ramosissima Lange
- Filago repens Scheele
- Filago sahariensis Chrtek & Holub
- Filago texana Scheele
- Filago tyrrhenica Chrtek & Holub

Selon Tropicos (7 novembre 2018) (Attention liste brute contenant possiblement des synonymes) :
- Filago aberrans Wagenitz
- Filago abyssinica Sch. Bip.
- Filago acaulis Krock.
- Filago aegaea Wagenitz
- Filago alpestris J. Presl
- Filago anatolica (Boiss. & Heldr.) Chrtek & Holub
- Filago arenaria (Smoljan.) Chrtek & Holub
- Filago arizonica A. Gray
- Filago arvensis L.
- Filago bornmuelleri Hausskn. ex Bornm.
- Filago californica Nutt.
- Filago candida (Torr. & A. Gray) Shinners
- Filago congesta Guss. ex DC.
- Filago contracta Chrtek & Holub
- Filago dasycarpa Griseb.
- Filago depressa A. Gray
- Filago desertorum Pomel
- Filago eriocephala Guss.
- Filago filaginoides Wagenitz
- Filago gallica L.
- Filago germanica (L.) Huds.
- Filago hurdwarica (Wall. ex DC.) Wagenitz
- Filago iberica Chrtek & Holub
- Filago lagopus (Stephan ex Willd.) Parl.
- Filago lasiocarpa Griseb.
- Filago leontopodioides Willd.
- Filago lutescens Jord.
- Filago maritima L.
- Filago minima (Sm.) Pers.
- Filago montana L.
- Filago multicaulis Lam.
- Filago neglecta (Soy.-Will.) DC.
- Filago nivea Small
- Filago nuttallii Shinners
- Filago paradoxa Wagenitz
- Filago prolifera Pomel
- Filago prostrata DC.
- Filago pyramidata L.
- Filago spathulata C. Presl
- Filago tenuifolia C. Presl
- Filago verna (Raf.) Shinners
- Filago vulgaris Lam.